# Дерево (фільм, 1930)
«Дерево» (англ. Up a Tree) — американська короткометражна кінокомедія Роско Арбакла 1930 року.

## У ролях
- Ллойд Гемілтон — Елмер Дуліттл
- Едді Мак-Пайл — Адді
- Делл Гендерсон — Дел, промоутер